# A. Revathi
A. Revathi é uma escritora e ativista que mora em Bangalore e trabalha pelos direitos LGBT na Índia. Ela é uma mulher trans e membro da comunidade Hijra.

## Vida pessoal
Revathi nasceu como Doraiswamy no distrito de Namakkal no estado indiano de Tâmil Nadu, e foi atribuído um gênero masculino com base na fisiologia. Quando criança, Revathi sofreu violência na escola e na família por causa de seus hábitos "femininos". Ela preferia brincar com meninas a meninos e se vestia como mulher com as roupas da mãe, angustiada com a sensação de ser uma mulher presa em um corpo masculino. Suas dificuldades pessoais e sociais afetaram seu desempenho acadêmico e, como resultado, ela teve que abandonar a escola, tendo sido reprovada na décima série. No entanto, quando ela conheceu um grupo de pessoas da comunidade kothi durante uma viagem escolar a Nammakal, ela sentiu um sentimento de pertencimento e decidiu fugir para Delhi com eles para que pudesse ser fiel à sua identidade de gênero.
Em Deli, ela conheceu um grupo de pessoas pertencentes à comunidade hijra e começou a viver com eles. Mais tarde, ela passou por uma operação de mudança de sexo, que era considerada um rito de passagem para ser formalmente iniciada na família hijra. Após a operação, ela foi rebatizada como Revathi pelo guru ou chefe da família. Embora finalmente pudesse ser fiel à sua identidade de gênero, Revathi descobriu as duras realidades da vida como hijra, onde a exclusão social, a violência e a agressão sexual eram muito comuns. Ela teve que recorrer a vários trabalhos estranhos para sobreviver, inclusive dançar em casamentos, mendigar e fazer sexo. Depois de alguns meses, cansada de sua vida em Délhi, ela fugiu e voltou para casa, onde descobriu que não era bem-vinda.
Posteriormente, ela deixou sua casa em Tamil Nadu e se mudou para Bangalore para trabalhar. No início, ela começou a trabalhar com sexo, mas acabou conseguindo um emprego na Sangama, que trabalha pelos direitos das minorias sexuais. Lá, ela teve contato com reuniões de ativistas e aprendeu mais sobre seus direitos. Embora tenha começado como peão na organização, ela subiu na hierarquia e finalmente acabou como diretora. Duas fontes mencionam um breve casamento com um colega de trabalho na Sangama. Atualmente, ela trabalha como ativista dos direitos dos transgêneros em Bangalore.

## Sua obra literária e outras realizações
Revathi publicou seu primeiro livro em tâmil, Unarvum Uruvamum (Nossas Vidas, Nossas Palavras), em 2004. É uma coletânea de histórias da vida real de pessoas pertencentes à comunidade hijra no sul da Índia. Ela atribui ao livro a inspiração para que outros escritores hijra publicassem seus próprios livros, como Naan Sarvanan Alla (2007), de Priya Babu, e I am Vidya (2008), de Vidya.
Depois disso, ela decidiu escrever sobre suas próprias experiências. Ela publicou seu segundo livro, The Truth about Me: A Hijra Life Story, em 2010, escrito em tâmil e traduzido para o inglês pela historiadora feminista V. Geetha. De acordo com Revathi, ela inicialmente lançou o livro em inglês, e não em tâmil, para evitar conflitos com sua família, que aparecia em seu livro e não falava inglês. O livro acabou sendo publicado em tâmil como Vellai Mozhi em 2011. Ela cita o proeminente escritor tâmil dálite Bama como uma de suas principais inspirações.
O ''American College em Madurai'' incluiu The Truth about me: A Hijra Life story como parte de seu programa de literatura de terceiro gênero. Em 2019, seu nome foi colocado na Biblioteca Butler da Universidade de Columbia, junto com nomes como Maya Angelou e Toni Morrison, e permaneceu lá durante todo o semestre de outono.

## Carreira cinematográfica
Revathi fez sua estreia como atriz no filme Tamil Thenavattu, de 2008. Em 2022, ela apareceu no filme Malayalam Antharam, estrelado por Negha, uma atriz transgênero de Tamil Nadu.